# Бессемеровский процесс

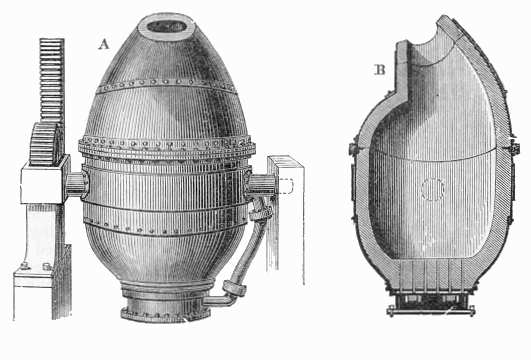
Схема конвертера Бессемера

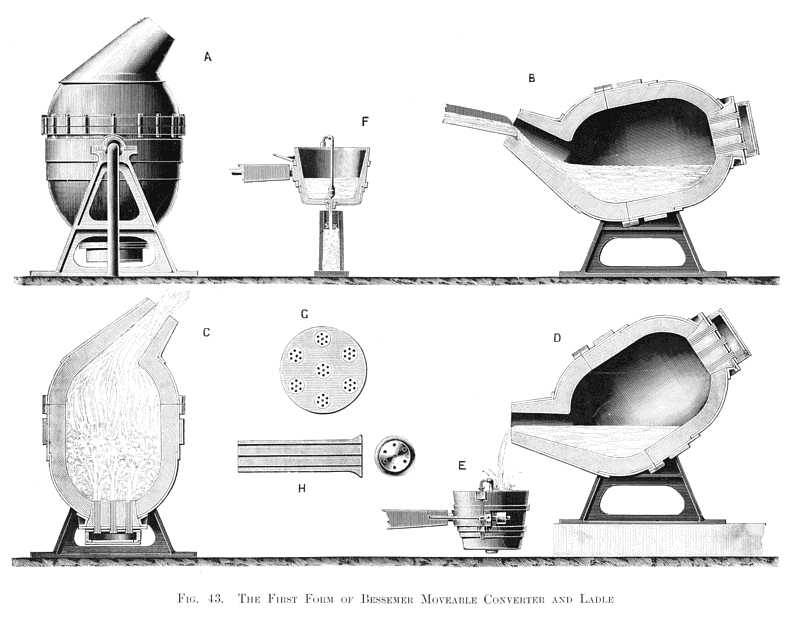
Схема бессемеровского конвертера. Через расплавленный чугун продувают воздух, вызывающий окисление примесей и превращение чугуна в сталь.

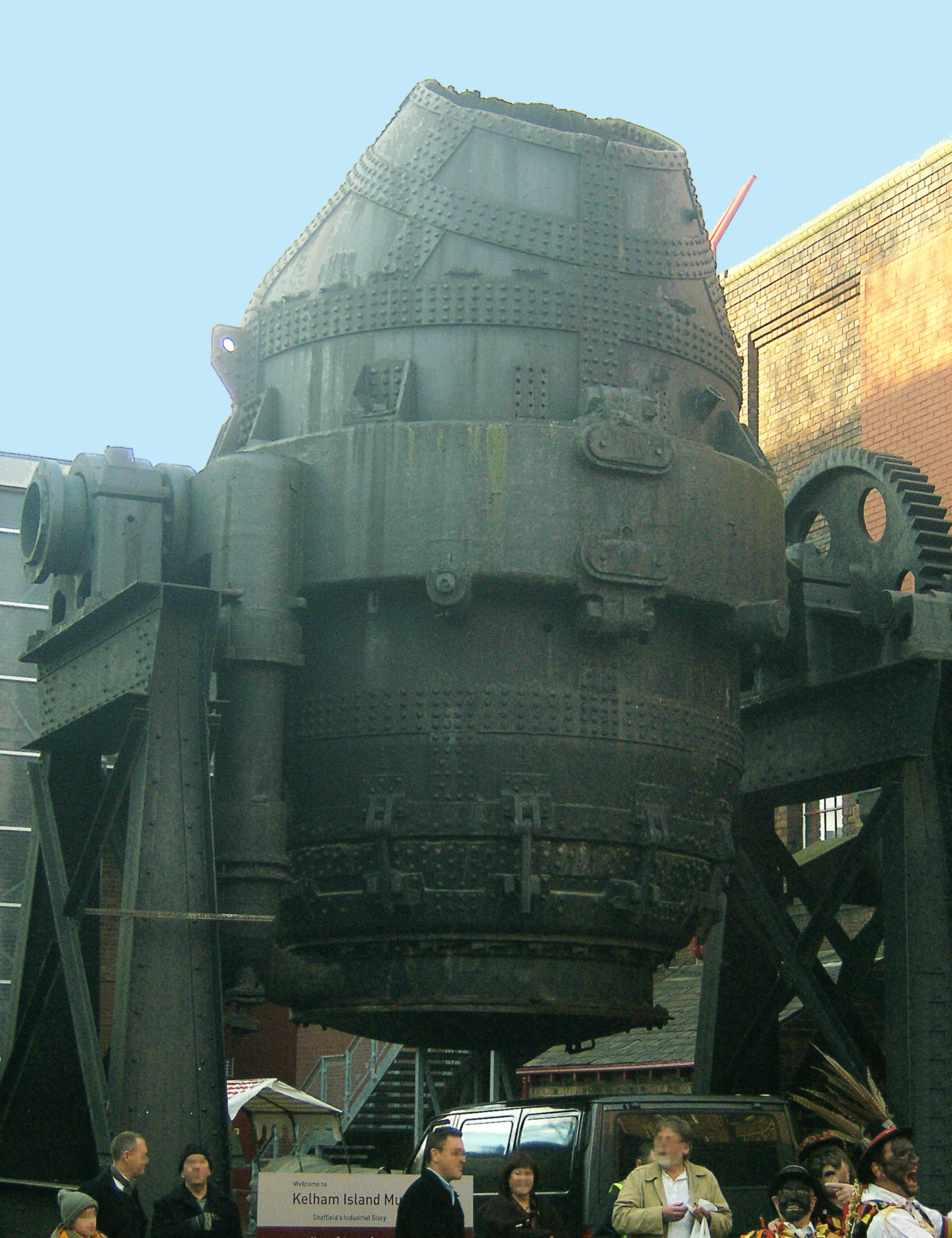
Конвертер Бессемера в музее Kelham Island, Шеффилд, Англия

Бессеме́ровский процесс, бессемерование чугуна, производство бессеме́ровской стали — в настоящее время устаревший метод передела жидкого чугуна в сталь путём продувки сквозь него сжатого воздуха, обычного атмосферного или обогащённого кислородом. Процесс был предложен в Англии Генри Бессемером в 1856 году.
Операция продувки производится в бессемеровском конвертере. Превращение чугуна в сталь происходит благодаря окислению примесей, содержащихся в чугуне, — кремния, марганца и углерода (отчасти также железа) — кислородом из поступающего воздуха. Несмотря на возрастание (с окислением примесей) температуры плавления металла, он остаётся в жидком состоянии благодаря выделению тепла при реакциях окисления. Термин «бессемеровский процесс» обычно присваивают кислому конвертерному процессу, который ведут в агрегате с кислой футеровкой (кремнистый материал, динас).
Позднее бессемерование стало применяться в цветной металлургии. В частности, в 1866 году русский изобретатель и инженер Василий Александрович Семенников (1831—1898) впервые осуществил бессемерование медного штейна для передела его в черновую медь.

## Технология
Течение бессемеровского процесса определяется химическим составом и температурой жидкого чугуна (так называемый бессемеровский чугун).
Получившиеся при продувке чугуна нелетучие окислы входящих в его состав элементов (SiO2, MnO, FeO) совместно с компонентами разъедаемой футеровки образуют кислый шлак, содержащий при выплавке низкоуглеродистой стали до 65 % SiO2. Наличие кислого шлака не даёт возможности удалить из металла присутствующие в нём вредные примеси — в первую очередь фосфор и серу, чем бессемеровский процесс отличается от томасовского процесса. Поэтому чистота в отношении серы и фосфора является непременным требованием к бессемеровским чугунам, а следовательно, и к «бессемеровским» рудам (содержание фосфора в руде — не более 0,025—0,030 %).
На нагрев балластного азота, являющегося при бессемеровском процессе основным компонентом дымовых газов (при средней их температуре 1450 °C), расходуется около 110 ккал на 1 кг продуваемого чугуна. При полной замене воздуха кислородом кремний перестаёт играть ведущую роль в тепловом балансе бессемеровского процесса. Оказывается возможной продувка химически холодных чугунов, поскольку количество тепла дымовых газов снижается в этом случае примерно с 28 % до 8,5 %. При чисто кислородном дутье содержание в шихте лома, как показывают тепловые расчёты, может быть очень значительным (до 25 %).

## Условия прекращения процесса
Вследствие кратковременности бессемеровского процесса (около 15 мин.) весьма трудно определить момент прекращения продувки на заданном содержании углерода в стали. Примерно до 40-х годов XX века бессемеровский процесс обычно заканчивался на пониженном (против заданного) содержании в стали углерода; сталь затем дополнительно науглероживали в ковше. Продувка приводила к повышению содержания в металле остаточного кислорода, а следовательно, к увеличению расхода ферросплавов — раскислителей; в результате повышалось также содержание в стали неметаллических включений. Впоследствии на агрегатах были установлены приборы для непрерывного определения содержания в металле углерода (а также температуры) по спектру вырывающегося из горловины конвертера пламени. Это позволило автоматически точно определять момент требуемого окончания продувки с получением стали заданного состава. Для достижения этой цели стали применять и другие способы, например, кратковременную остановку продувки для взятия пробы на углерод. Температура металла при выпуске составляет около 1600 °C. Выход годных слитков (см. Бессемеровская сталь) к весу залитого в конвертер чугуна колеблется в пределах 88—90 %, поднимаясь до 91—92 % при добавке в конвертер руды.

## Малый бессемеровский процесс
Разновидностью бессемеровского процесса является малое бессемерование (малый бессемеровский процесс), проводимое в небольших конвертерах ёмкостью обычно 0,5—4 т, в которых воздух не пронизывает толщу металла, а направляется на его поверхность. При этом получается горячая сталь (1600—1650 °C) с относительно небольшим содержанием азота (примерно до 0,0075 %), используемая главным образом для тонкостенного и мелкого фасонного стального литья; жидкий чугун для малого бессемеровского процесса готовится в вагранках.

## В России
Первые в отечественной металлургии опыты по производству стали бессемеровским способом проводились в конце 1860-х годов на Воткинском заводе под руководством А. А. Иоссы. В 1868 году Иосса направил директору Горного департамента В. К. Рашету докладную записку, обосновывая в ней необходимость проведения дополнительных опытов по выплавке стали мартеновским способом. Из-за задержки финансирования эти опыты начались на Воткинском заводе уже после отъезда Иоссы на Пермский сталепушечный завод.
Изначально при бессемеровском процессе использовались только высококремнистые чугуны. Чугун с малым содержанием кремния считался непригодным для бессемерования. В начале 1870-х годов почти одновременно металлурги Д. К. Чернов на Обуховском заводе и К. П. Поленов на Нижнесалдинском заводе разработали технологию бессемерования низкокремнистых чугунов, предложив производить их предварительное расплавление и перегрев в вагранке до заливки в конвертор.
Бессемеровские конверторы работали в России до конца 1990-х годов на Чусовском металлургическом заводе.